# Jægersborg Station
Jægersborg Station er en station på Nordbanen, og er en del af S-togs-systemet. Stationen fungerer også som den sydlige endestation for Nærumbanen.

## Beskrivelse
S-togsstationen har karakter af en øperron mellem to spor, et i hver retning. Den er forsynet med en lukket, tagdækket ventesal.
Ekspeditionsbygningen er af træ og opførtes samtidigt med stationen i 1936. Alle de ny stationer på strækningen Hellerup-Holte fik identiske stationsbygninger opført i træ; dog blev de malet i forskellige farver for at give hver station sit eget præg. I både Sorgenfri og Virum er den originale stationsbygning dog erstattet af en større bygning i henholdsvis mursten og beton.
Egentligt var bygningen malet i zinnoberrød, men blev i slutningen af halvfjerdserne malet sort og fik påmonteret røde fendere, som led i DSB's ny, gennemgribende designprofil. Ved en senere renovering omkring årtusindskiftet fik stationsbygningen igen ny farve; denne gang mørkegrøn - en farve, som stationsbygningen på Bernstorffsvej også blev malet i.
Nærumbanens perron er forsynet med et åbent venteskur.

## Galleri
- Wikimedia Commons har flere filer relateret til Jægersborg Station

- Perronerne for Nærumbanen med Jægersborg Vandtårn i baggrunden.
- Gammel skinnebus fra Nærumbanen, nu veterantog.
- Venteskur på Nærumbanens perron.
- Ventesal på S-togsperronen.
- S-togsperronen.
- Stationen set fra Ørnegårdsvej.

## Antal rejsende
Ifølge Østtællingen var udviklingen i antallet af dagligt afrejsende med S-tog:
| År   | Antal | År   | Antal | År   | Antal | År   | Antal |
| ---- | ----- | ---- | ----- | ---- | ----- | ---- | ----- |
| 1957 | -     | 1974 | 1.998 | 1991 | 882   | 2001 | 712   |
| 1960 | -     | 1975 | 1.100 | 1992 | 849   | 2002 | 1.659 |
| 1962 | -     | 1977 | 900   | 1993 | 998   | 2003 | 1.566 |
| 1964 | -     | 1979 | 783   | 1995 | 789   | 2004 | 1.544 |
| 1966 | -     | 1981 | 777   | 1996 | 737   | 2005 | 1.494 |
| 1968 | 3.027 | 1984 | 841   | 1997 | 722   | 2006 | 1.804 |
| 1970 | 2.492 | 1987 | 667   | 1998 | 727   | 2007 | 1.733 |
| 1972 | 2.098 | 1990 | 896   | 2000 | 685   | 2008 | 1.785 |